# Rok Jubileuszowy 2025
Ten artykuł dotyczy trwającego wydarzenia. Informacje w nim zamieszczone mogą się zmienić lub zdezaktualizować wraz z postępem zdarzenia, a początkowe doniesienia mogą być niepewne. Ostatnie zmiany tego artykułu mogą nie odzwierciedlać najbardziej aktualnych informacji.
Rok Jubileuszowy 2025 – rok jubileuszowy ogłoszony bullą Spes non confundit papieża Franciszka 9 maja 2024 roku. Rok jubileuszowy rozpoczął się 24 grudnia 2024 roku i zakończy się 6 stycznia 2026 roku.
Hasło wydarzenia brzmi Pielgrzymi nadziei.
28 października 2024 roku Watykan ogłosił powstanie oficjalnej maskotki roku jubileuszowego, którą została niebieskowłosa dziewczynka pielgrzym o imieniu Luce.
Podczas Roku Jubileuszowego, zostaną dokonane kanonizacje dwóch błogosławionych: bł. Karola Acutisa (podczas Jubileuszu Nastolatków) oraz bł. Piotra Jerzego Frassatiego (podczas Jubileuszowego Spotkania Młodzieży).

## Drzwi święte[1]
| Bazylika                         | data otwarcia   | data zamknięcia | zdjęcie |
| -------------------------------- | --------------- | --------------- | ------- |
| Bazylika św. Piotra na Watykanie | 24 grudnia 2024 | 6 stycznia 2026 |         |
| Bazylika św. Jana na Lateranie   | 29 grudnia 2024 | 28 grudnia 2025 |         |
| Bazylika Matki Bożej Większej    | 1 stycznia 2025 | 28 grudnia 2025 |         |
| Bazylika św. Pawła za Murami     | 5 stycznia 2025 | 28 grudnia 2025 |         |